# Njörd

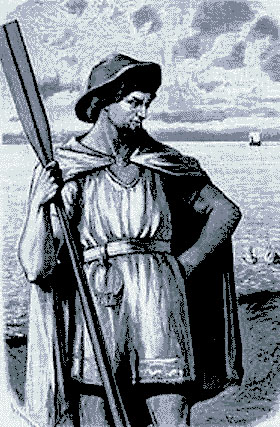
Njörd a tengernél

Njörd, (Njord, Njörðr, jelentése "erő") a Vánok egyike, a tenger, az időjárás, a kereskedelem, a gazdagság, a hajózás és a halászat istene a skandináv mitológiában. Tíz gyereke van, közülük Frey és Freyja az első (ismeretlen) feleségével, aki a testvére is volt. Njörd apja Natt és anyja Nagelfare (nem összetévesztendő a Nagelfar hajóval), féltestvére Frigg. A vánoknál, az ászokkal ellentétben, szokás volt a testvérházasság.
Njörd Vanheimben született és nevelkedett, de most Noatunban lakik a tengerparton. Njörd második felesége, az óriásnő, Szkádi, aki a hegyekben nőtt fel, gyűlöli a tengert és a sirályok vijjogását. Njörd ezzel szemben a farkasok üvöltését tartja borzalmasnak, s ezért nem szereti a hegyeket. Ezért aztán nem egy helyen laknak a feleségével.
Njörd, Frey és Freyja azok a vánok, akiket név szerint ismernek. A monda szerint a ván-háború után őket küldték a béke zálogának Asgardba.
Odin és a bölcs óriás beszélgetéséből (Edda):
Ódin szólott:

Mondd meg, tizedikül,

hiszen az istenek végzetét,

Vaftrúdnir, híven ismered:

Njörd hogyan került

az ázok közé;

oltára és szentélye

honnét ily nagy számban,

ha nem is nevelkedett ázként?
Vaftrúdnir szólott:

Vánok világában

nevelték nemes erők,

elküldték túsznak az ázokhoz;

tudjuk, visszajön

világok végén,

megtér vánokhoz megint.

## Fordítás
- Ez a szócikk részben vagy egészben  a   Njord című svéd Wikipédia-szócikk fordításán alapul.  Az eredeti cikk szerkesztőit annak laptörténete sorolja fel. Ez a jelzés csupán a megfogalmazás eredetét és a szerzői jogokat jelzi, nem szolgál a cikkben szereplő információk forrásmegjelöléseként.
- Ez a szócikk részben vagy egészben  a   Njörðr című angol Wikipédia-szócikk fordításán alapul.  Az eredeti cikk szerkesztőit annak laptörténete sorolja fel. Ez a jelzés csupán a megfogalmazás eredetét és a szerzői jogokat jelzi, nem szolgál a cikkben szereplő információk forrásmegjelöléseként.